# サネカの嫁入り
『サネカの嫁入り』（サネカのよめいり）は、百世渡による日本の漫画。ウェブコミック配信サイト『少年ジャンプ+』（集英社）にて、2025年1月21日から毎週火曜更新で連載中。

## あらすじ
祖父の遺した家を相続した島崎竜彦が久しぶりに家を訪ねると人語を喋るタヌキと遭遇する。するとタヌキは自分はこの家の守り神であると話して女の子の姿になってサネカと名乗り、次第に竜彦と仲良くなる。そしてある出来事がきっかけでサネカと竜彦は結婚した。

## 登場人物
サネカ
家の守り神。普段はタヌキだが人間に変化した姿は長髪女性。名前は竜彦の祖父道久と出会った場所に生えてたサネカズラからとった。道久のことを推し部屋に作るほど愛している。最初道久となかなか会わなかった竜彦に不信感を抱いていたが、話し合ったので打ち解ける。竜彦と結婚したことで彼以外にも見られるようになる。

島崎竜彦（しまざき たつひこ）
青年男性。黒髪短髪褐色。祖父の残した家を相続したことでそこへ移り住んでサネカと出会う。趣味はDIYで祖父の家を修復する。ある日三日夜餅を食べたことでサネカと夫婦になって、彼女から遠くへ離れることが出来なくなった。

島崎道久（しまざき みちひさ）
故人。白髪短髪眼鏡。竜彦の祖父。サネカと出会って、温かく過ごした。

ナラ
女神で小楢の葉守。50歳。普段はリスだが人間に変化した姿はポニーテール。竜彦の買いだめした食料を物色してる時に見つかってサネカらと仲良くなる。たくさん食べるがピーマンは苦手。

竜彦の父
黒髪短髪褐色眼鏡。竜彦とサネカが夫婦になったことを少しずつ慣れていく。

ゴシン君
サネカの護身用で使役している信楽焼のタヌキ。サネカのパワーによって力持ちで便利に動く。

## 書誌情報
- 百世渡 『サネカの嫁入り』 集英社 〈ジャンプコミックス+〉、既刊2巻（2025年7月4日現在）
  1. 2025年4月4日発売[3][4]、ISBN 978-4-08-884469-5
  2. 2025年7月4日発売[5]、ISBN 978-4-08-884644-6